# Pikrolímni (Kilkís)
Pikrolímni (grec moderne : Πικρολίμνη) est une localité située dans le dème de Kilkís, dans le district régional de Kilkís, dans la periphérie de Macédoine-Centrale, en Grèce.
Selon le recensement de 2011, elle compte 114 habitants.